# Araneus ana
Araneus ana Levi, 1991 è un ragno appartenente alla famiglia Araneidae.

## Distribuzione
L'olotipo è stato rinvenuto in una località della Costa Rica: a Santa Ana nella provincia di San José.

## Tassonomia
Non sono stati esaminati esemplari di questa specie dal 1991
Attualmente, a dicembre 2013, non sono note sottospecie